# Broxbourne
Broxbourne è un paese di 13 298 abitanti della contea dell'Hertfordshire, in Inghilterra.

## Amministrazione

### Gemellaggi
- Sutera